# Simulium thyolense
Simulium thyolense är en tvåvingeart som beskrevs av Vajime, Tambala, Kruger och George Edward Post 2000. Simulium thyolense ingår i släktet Simulium och familjen knott.
Artens utbredningsområde är Malawi. Inga underarter finns listade i Catalogue of Life.